# GLS Spain
GLS Spain, beziehungsweise General Logistics Systems Spain, S.A., ist ein spanisches Logistikunternehmen. Ursprünglich eine Tochterfirma der französischen Extand wurde im Jahr 2005 aus der Extand Sistema die neue General Logistics Systems Tochtergesellschaft. Heute hat das Unternehmen mehr als 1500 Mitarbeiter, 80 Logistikhubs oder Niederlassungen. Dabei können Kunden an mehr als 3000 Stellen bei 480 Agenturen ihre Pakete aufgeben. Die Pakete werden von über 4500 Lieferwagen ausgeliefert und mit 400 LKW transportiert. Sitz der Firma ist Av. Fuentemar 18 in Coslada, Madrid.